# PC Engine
La PC Engine és una consola de joc desenvolupada per les empreses japoneses NEC Corporation i Hudson Soft i comercialitzada l'any 1987 durant la quarta generació de videoconsoles de 8 bits, i més tard a occident amb el nom de TurboGrafx-16 o Turbografx, per a competir amb la quinta generació (16 bits).
Això no obstant, NEC i Hudson concebiren la PC Engine per a competir amb la Nintendo Family Computer i la Sega Master System, les quals dominaven llavors el mercat després de la crisi del videojoc de 1983: equipada amb un processador central de 8 bits, però amb processadors gràfics i de so a 16 bits, la qualitat dels jocs era ostensiblement superior a la de les altres dos consoles, encara que no arribà a rellevar-les; la PC Engine va ser la primera consola a incorporar un lector de disc compacte com a perifèric, anterior al Mega-CD.
Els jocs, comercialitzats en targetes HuCard semblants a una targeta de crèdit, i la forma compacta de la unitat foren definitòries per al succés moderat de la PCE al Japó.

## Cronologia

### PC Engine SuperGrafx
Dos anys més tard del llançament, NEC avançà el llançament de la PC-Engine SuperGrafx, una versió superior de la màquina amb més memòria d'accés aleatori i un segon processador gràfic que li permet animar dos plànols simultanis, encara que el màxim de colors i el processador principal eren els mateixos; l'alt preu de la consola i les targetes Super HuCard, afegit les bones vendes dels models anteriors i l'aparició de la MegaDrive i la Super Nintendo, provocà que NEC la discontinuara al poc de temps, amb només cinc jocs exclusius per a la consola (que, tanmateix, era retrocompatible amb els jocs en HuCard normal): 1941: Counter Attack, Aldynes, Battle Ace, Daimakaimura, Darius Alpha, Darius Plus i Madō King Granzort.

### TurboGrafx-16 i Turbografx
El mateix any es llançà la PC-Engine a l'Amèrica del Nord amb una carcassa diferent i el nom de TurboGrafx-16; el mateix model, rebatejat Turbografx, es comercialitzà l'any següent a Europa per Telegames, encara que en una quantitat reduïda i quasi limitada al Regne Unit; al mateix temps, SoDiPEng, un importador sense llicència, distribuí unitats del segon model japonès, CoreGrafx, amb el nom de PC-Engine a França i el Benelux, la qual cosa explica la seua popularitat al mercat francòfon.

### PC Engine GT i LT
Al primer de desembre de 1990 eixí una versió portàtil, la PC Engine GT (TurboExpress a Occident), compatible amb les HuCards originals i amb una pantalla de cristal líquid a color però amb un preu molt superior al de la Game Boy i la Game Gear, per la qual cosa no pogué competir amb elles; més tard aparegué un altre model, la PC Engine LT (abreviatura de laptop), amb una pantalla LCD millor, però pensada més aïna per a usar com a model de sobretaula, ja que no té compartiment per a piles sinó alimentació per cable, amb la possibilitat de connectar-li un comandament i una unitat Super CD-ROM.

### PC Engine Duo, R i RX
El 1991 també aparegué la PC Engine Duo, que incorpora el lector de compactes en la carcasa i la RAM extra, que en la versió perifèrica s'afig per mitjà d'una HuCard, la qual cosa deixa lliure el port per a jocs en targeta o per a l'expansió per a discs Arcade CD-ROM²; no obstant això, tant la PC Engine original com la Duo tenen entrada per a un jugador només, expandible amb l'accessori TurboTap, encara que els comandaments japonesos i occidentals no són compatibles; el 1993 NEC llançà una versió millorada amb un lector més precís, la PC Engine Duo-R, actualitzada el 1994 a PC Engine Duo-RX amb un comandament de sis botons.

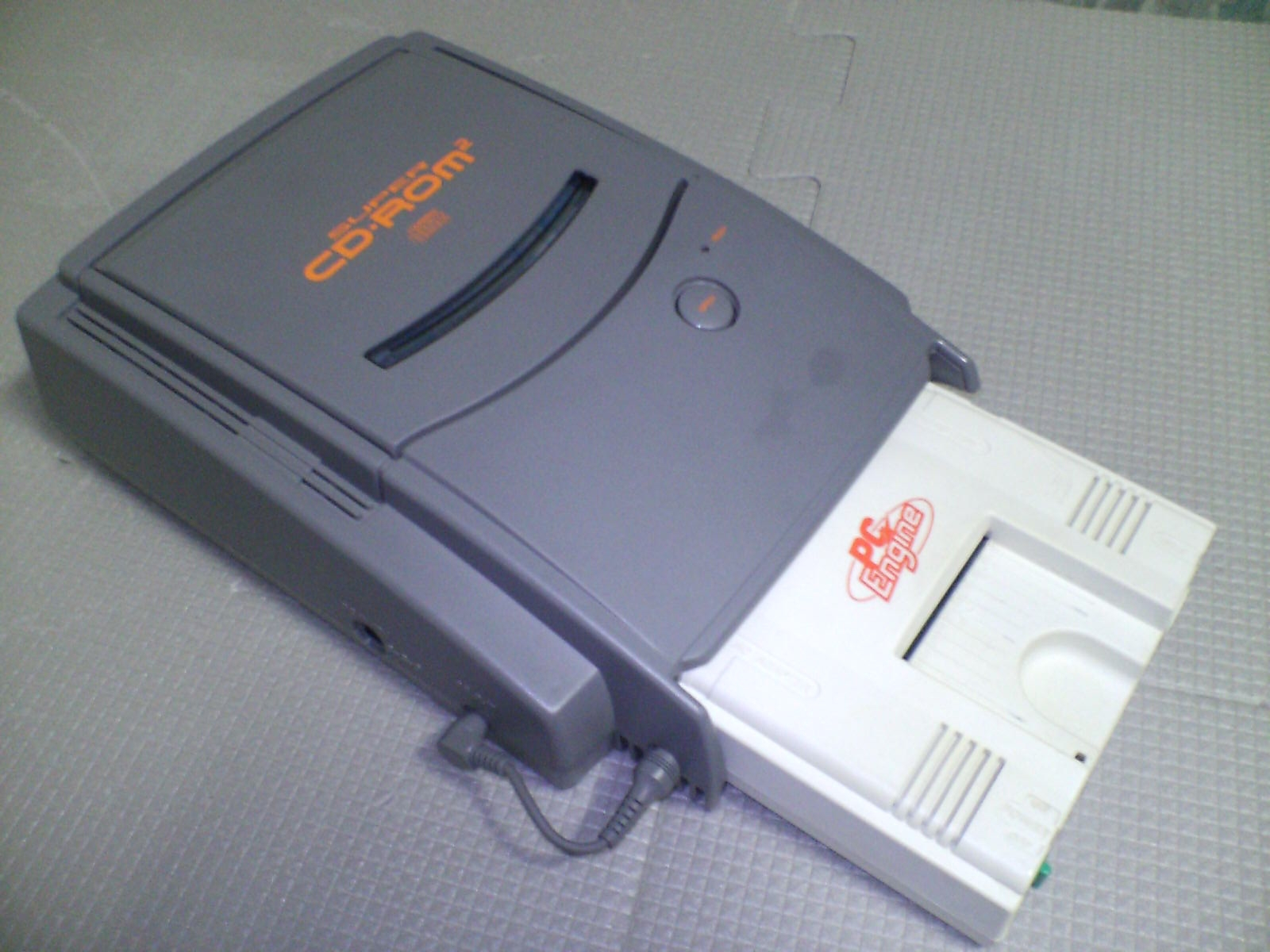
Amb el Super CD-ROM²
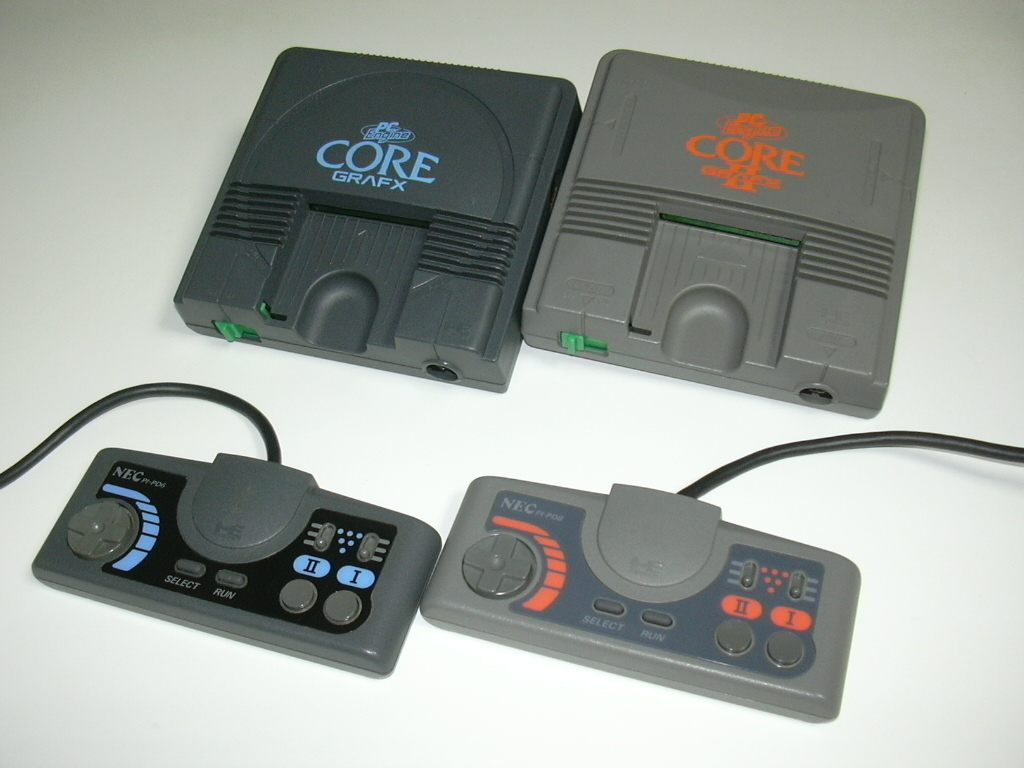
Les CoreGrafx 1 i 2
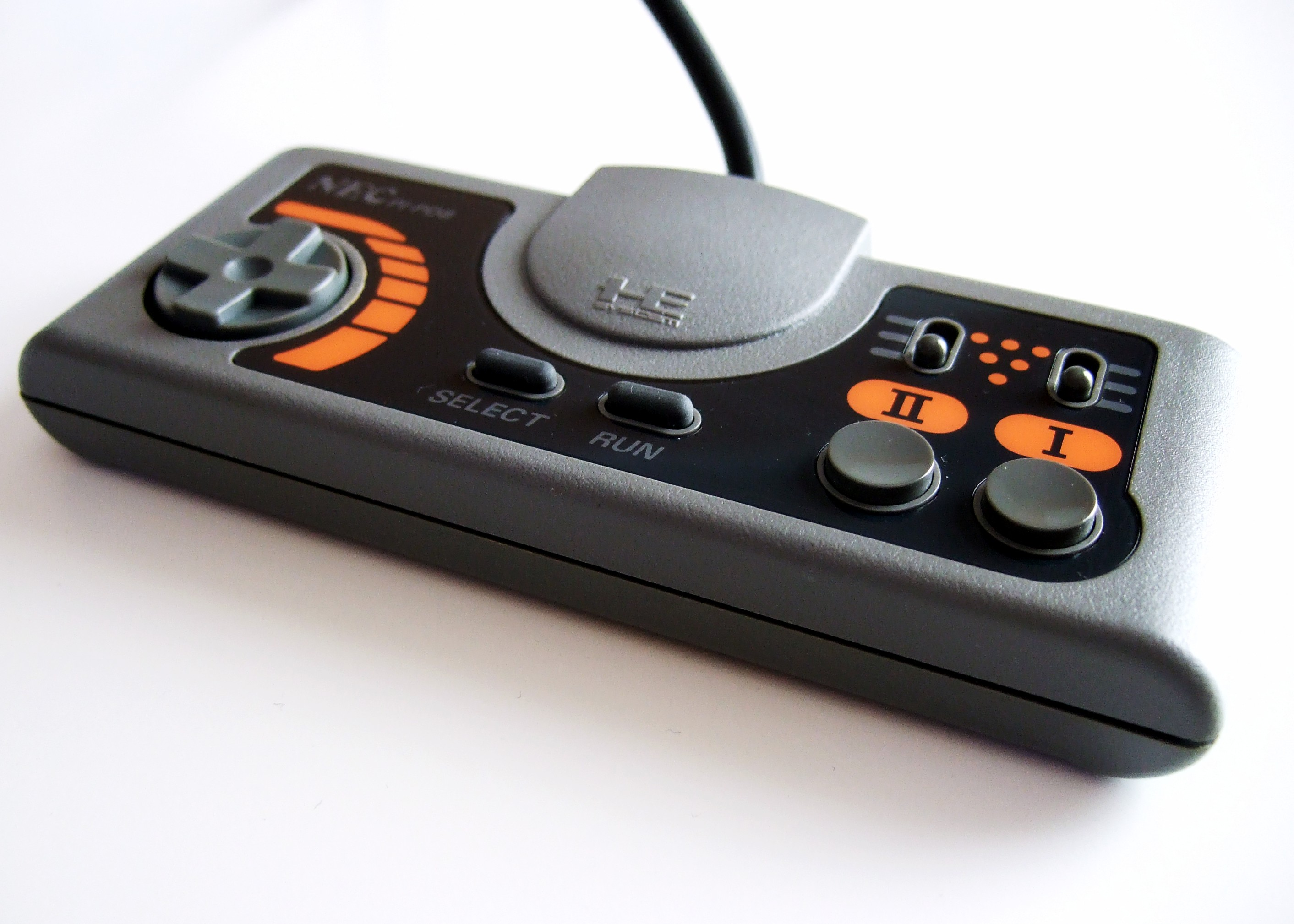
El control de CoreGrafx
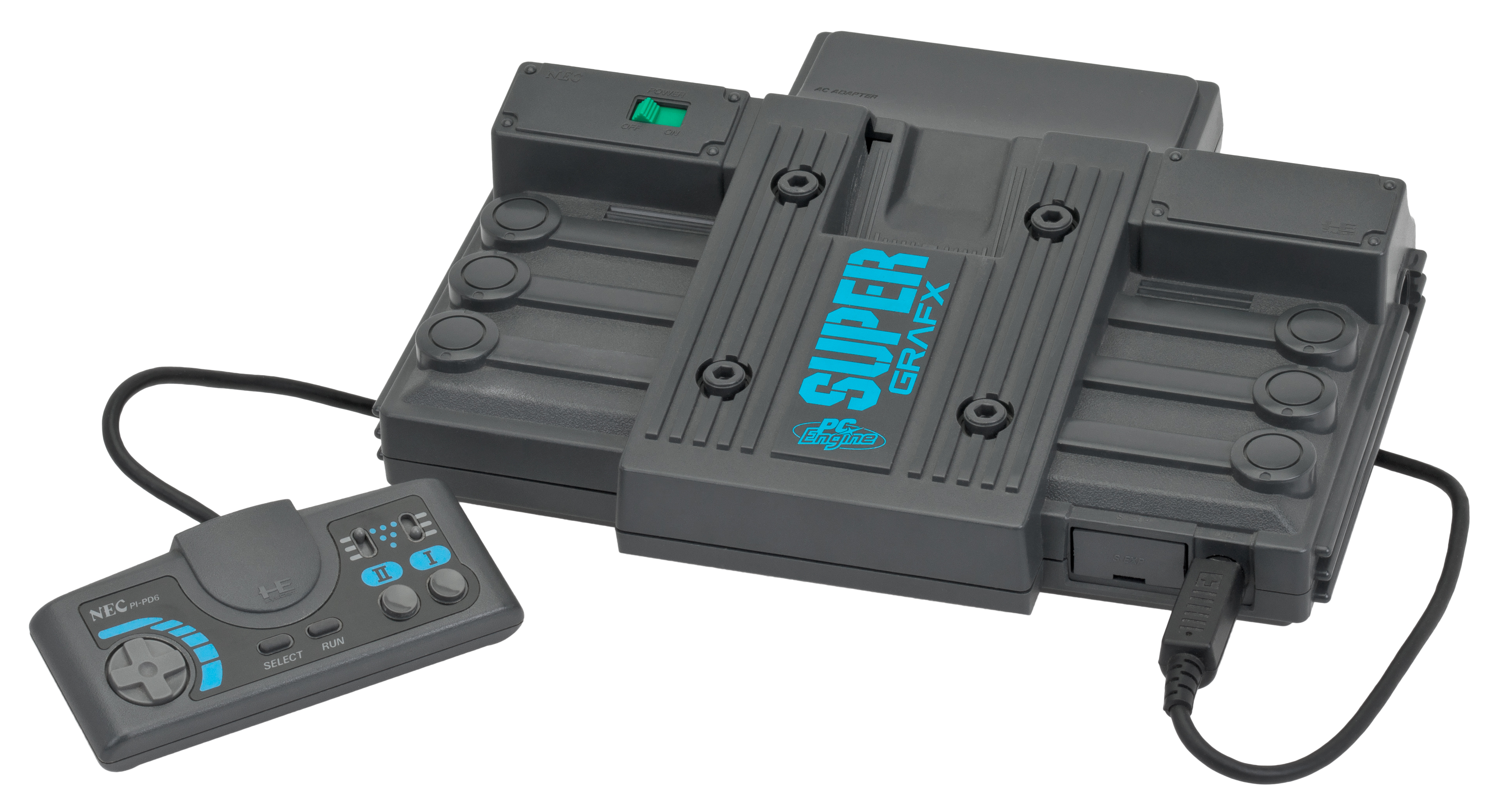
PC-Engine Supergrafx
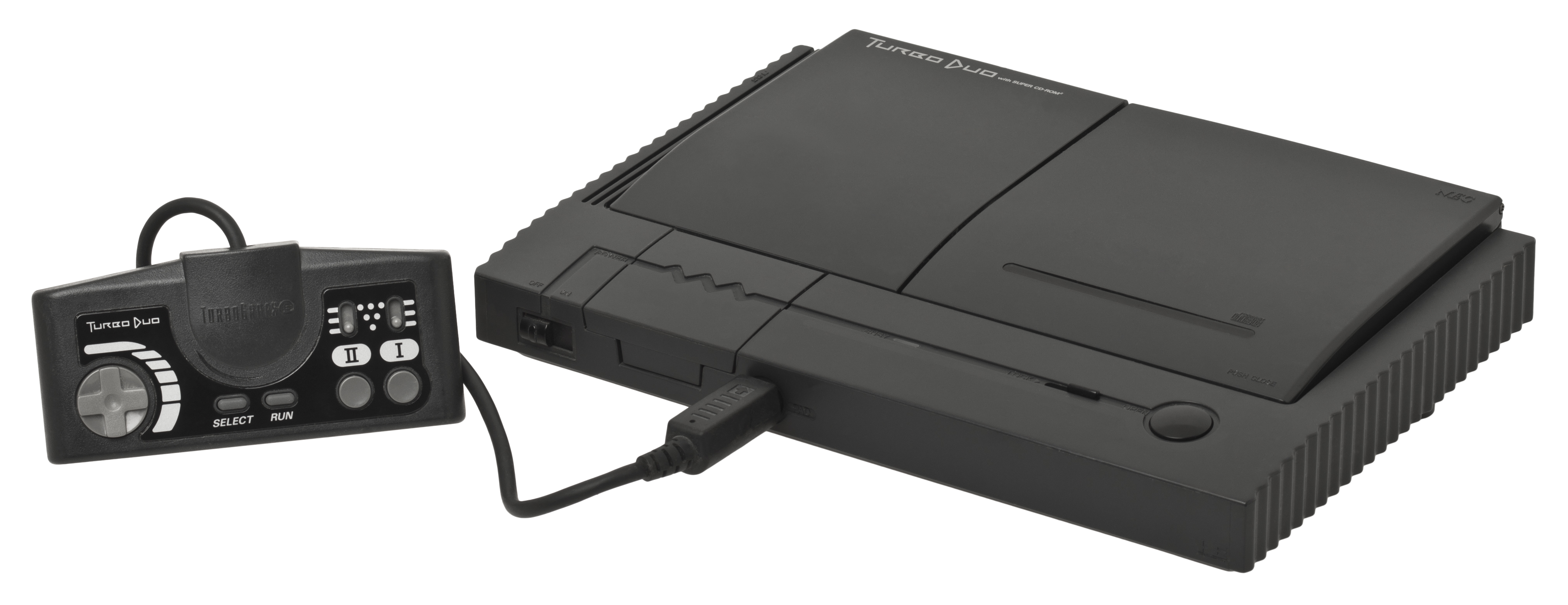
La PC Engine Duo
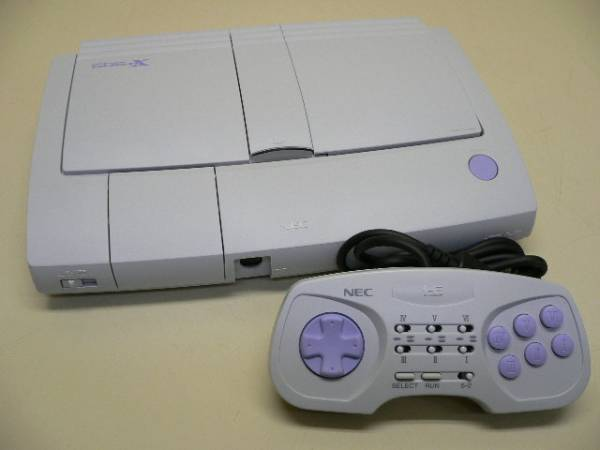
La Duo-RX amb comandament
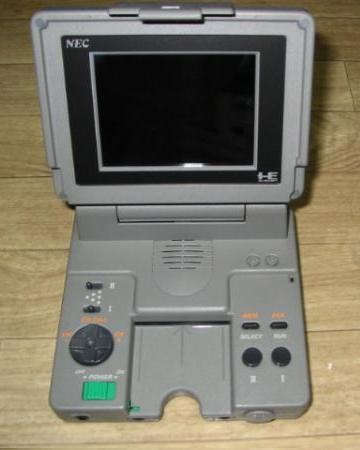
La PC Engine LT
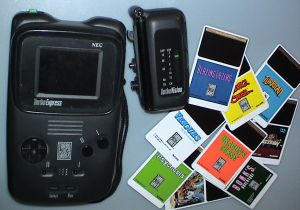
PC Engine GT i HuCards
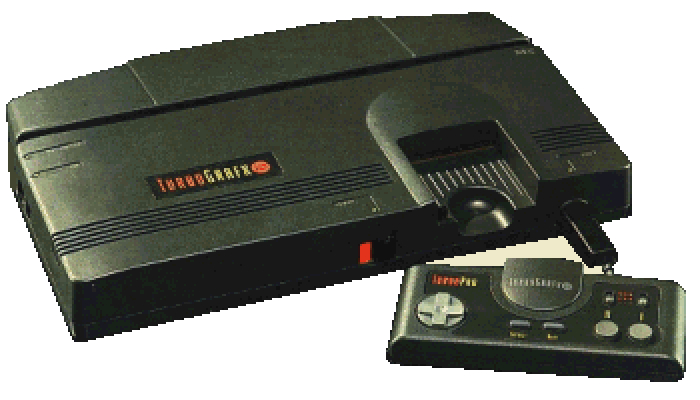
La TG-16 americana
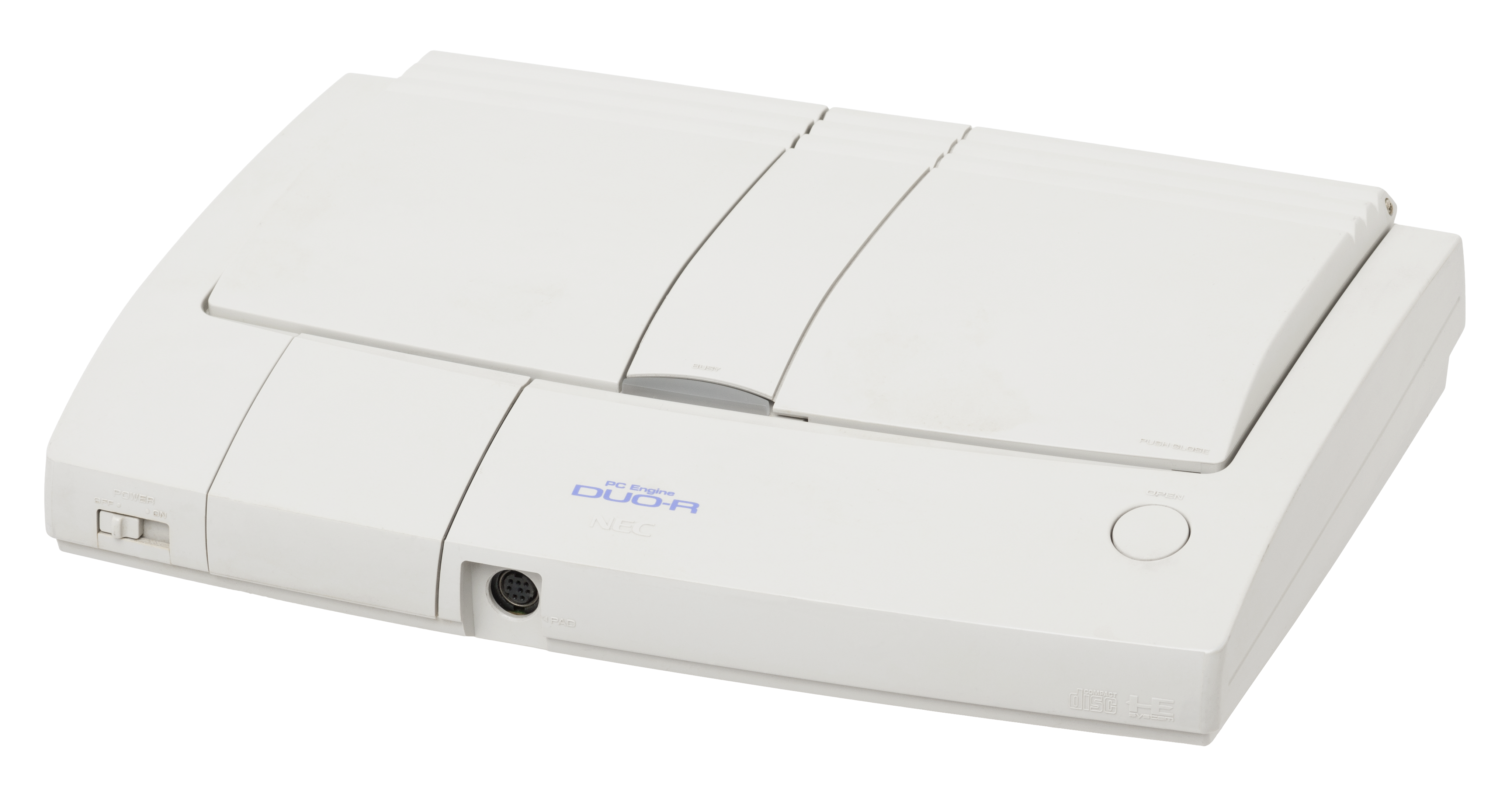
La PC Engine Duo-R

### Influència posterior
La PC Engine i la GT apareixen amb profusió en el manga Hi Score Girl, ambientat en la dècada del 1990, durant els anys en què la consola de NEC tenia molta popularitat al Japó.
L'any 2020 Konami en comercialitzà tres versions en miniatura per a cada mercat: PC Engine Mini (Japó), TurboGrafx-16 Mini (Amèrica del Nord) i PC Engine CoreGrafx Mini (Europa), cada una amb una sèrie de jocs inclosos:
entre la cinquantena de títols, l'edició americana en conté vint-i-sis inèdits a occident, entre els quals Castlevania: Rondo Of Blood, Daimakaimura o Snatcher.

## Llista de jocs
|     | A.   | Títol | Tipus              | Empresa                       | Format                 |   |
| --- | ---- | --- | ------------------ | ----------------------------- | ---------------------- | - |
| 1   | 1988 | Alien Crush                                                                                                | pinball            | Naxat                         | HuCard                 |   |
| 1   | 1989 | Blazing Lazers                                                                                             | marcianets         | Hudson Soft                   | HuCard                 |   |
| 56  | 1992 | Bomber Man '93 (ボンバーマン'93)                                                                           | trencacaps         | Hudson Soft                   | HuCard                 | 5 |
| 41  | 1990 | PC Genjin 2 (PC原人2)                                                                                      | plataformes        | Hudson Soft / Red             | HuCard                 |   |
| 41  | 1991 | Bonk's Revenge                                                                                             | plataformes        | Hudson Soft / Red             | HuCard                 |   |
| 3   | 1991 | Cadash(カダッシュ)                                                                                         | aventura           | Taito                         | HuCard                 |   |
| 3   | 1991 | Cadash | aventura           | Taito                         | HuCard                 |   |
| 5   | 1991 | Gradius(グラディウス)                                                                                      | marcianets hor.    | Konami                        | HuCard                 | 2 |
| 6   | 1991 | Gradius II: Gofer no yabo(グラディウスIIゴーファーの野望)                                                  | marcianets hor.    | Konami                        | Super CD               | 1 |
| 7   | 1987 | The Kung-Fu(THE功夫)                                                                                       | acció              | Hudson Soft                   | HuCard                 |   |
| 6   | 1990 | JJ & Jeff                                                                                                  | acció              | Hudson Soft                   | HuCard                 |   |
| 9   | 1988 | Fantasy Zone (ファンタジーゾーン)                                                                          | marcianets         | NEC Avenue / Sega             | HuCard                 | 2 |
| 13  | 1988 | Appare! Gate Ball                                                                                          | criquet            | Hudson/Azuma                  | HuCard                 |   |
| 15  | 1989 | Dungeon Explorer(ダンジョン エクスプローラー)                                                              | aventura           | Hudson / Atlus                | HuCard                 |   |
| 15  | 1989 | Dungeon Explorer                                                                                           | aventura           | Hudson / Atlus                | HuCard                 |   |
| 24  | 1989 | PC Genjin                                                                                                  | plataformes        | Hudson Soft / Red             | HuCard                 |   |
| 24  | 1990 | Bonk's Adventure                                                                                           | plataformes        | Hudson Soft / Red             | HuCard                 |   |
| 35  | 1989 | Benkei Gaiden                                                                                              | rol                | Sunsoft                       | HuCard                 |   |
| 36  | 1990 | Atomic Robo-Kid Special                                                                                    | marcianets         | UPL                           | HuCard                 |   |
| 37  | 1990 | Chase H.Q.(タイトーチェイスH. Q.)                                                                          | cotxes             | Taito                         | HuCard                 |   |
| 38  | 1990 | Chikudenya tōbē(逐電屋 藤兵衛 首斬り館より)                                                                | av. convers.       | Naxat                         | HuCard Backup          |   |
| 38  | 1992 | Chase H.Q.                                                                                                 | cotxes             | Taito                         | HuCard                 |   |
| 25  | 1990 | Blodia | trencacaps         | Hudson / Brøderbund           | HuCard                 |   |
| 25  | 1990 | Timeball                                                                                                   | trencacaps         | Hudson / Brøderbund           | HuCard                 |   |
| 40  | 1990 | City Hunter(シティハンター)                                                                                | acció              | Sunsoft                       | HuCard                 |   |
| 41  | 1990 | Cyber Core (サイバーコア)                                                                                  | marcianets         | IGS                           | HuCard                 |   |
| 41  | 1990 | Cyber Core                                                                                                 | marcianets         | IGS                           | HuCard                 |   |
| 43  | 1990 | Darius Alpha(ダライアスα)                                                                                  | marcianets         | NEC Avenue / Taito            | Super HuCard           |   |
| 43  | 1990 | Darius Plus(ダライアス・プラス)                                                                            | marcianets         | NEC Avenue / Taito            | Super HuCard           |   |
| 45  | 1990 | Sokoban World (倉庫番ワールド)                                                                             | trencacaps         | Thinking Rabbit               | HuCard                 |   |
| 45  | 1990 | Boxy Boy                                                                                                   | trencacaps         | Media Ring / Thinking Rabbit  | HuCard                 |   |
| 47  | 1990 | Formation Armed F                                                                                          | marcianets         | Pack In Video                 | HuCard                 |   |
| 28  | 1990 | Be Ball(ビーボール)                                                                                        | trencacaps         | Hudson Soft                   | HuCard                 |   |
| 28  | 1990 | Chew-Man-Fu                                                                                                | trencacaps         | Hudson Soft                   | HuCard                 |   |
| 48  | 1990 | Cosmic Fantasy: bōken shōnen yū(コズミック・ファンタジー冒険少年ユウ)                                      | rol                | Laser Soft / Telenet          | CD-ROM                 |   |
| 49  | 1990 | Carmen Sandiego o oeh! Sakaihen                                                                            | av. convers.       | Pack In Video / Brøderbund    | CD-ROM                 |   |
| 49  | 1990 | Where in the World is Carmen Sandiego                                                                      | av. convers.       | Pack In Video / Brøderbund    | CD-ROM                 |   |
| 51  | 1990 | Drop Rock Hora Hora(ドロップロックほらホラ)                                                                | trencacaps         | Data East                     | HuCard                 |   |
| 51  | 1990 | Drop Off                                                                                                   | trencacaps         | Data East                     | HuCard                 |   |
| 53  | 1990 | Madō Ō Granzort                                                                                            | acció              | Hudson Soft                   | Super HuCard           |   |
| 54  | 1990 | Aoi Blink                                                                                                  | plataformes        | Hudson Soft                   | HuCard                 |   |
| 55  | 1990 | Death Bringer — The Knight of Darkness(デスブリンガー THE KNIGHT OF DARKNESS)                              | rol                | Renovation / Telenet          | CD-ROM                 |   |
| 56  | 1990 | Barunba | marcianets         | Namcot/Zap Corp               | HuCard                 |   |
| 57  | 1990 | Don Doko Don (ドンドコドン)                                                                                | plataformes        | Taito                         | HuCard                 |   |
| 58  | 1990 | Down Load(ダウンロード)                                                                                    | marcianets         | NEC Avenue                    | HuCard                 |   |
| 59  | 1990 | Chozetsu Rinjin Berabo Man (超絶倫人ベラボーマン)                                                          | acció              | Namcot                        | HuCard                 |   |
| 59  | 1990 | Bravoman                                                                                                   | acció              | Namcot                        | HuCard                 |   |
| 61  | 1990 | Devil Crash (デビルクラッシュナグザットピンボール)                                                         | pinball            | Naxat                         | Hucard                 |   |
| 61  | 1990 | Devil's Crush                                                                                              | pinball            | Naxat                         | Hucard                 |   |
| 63  | 1990 | Daimakaimura(大魔界村)                                                                                     | acció              | NEC Avenue / Capcom           | Super HuCard           |   |
| 64  | 1990 | Jikogu Meguri (地獄めぐり)                                                                                 | acció              | Taito                         | HuCard                 |   |
| 65  | 1990 | Break In (ブレイク・イン)                                                                                  | billar             | Naxat                         | HuCard                 |   |
| 66  | 1990 | Ankoku Densetsu                                                                                            | acció              | Victor/Atlus/Red              | Super HuCard           |   |
| 66  | 1990 | Legendary Axe II                                                                                           | acció              | Victor/Atlus/Red              | Super HuCard           |   |
| 68  | 1990 | Battle Royale                                                                                              | lluita lliure      | Hudson / Incredible Tech.     | HuCard                 |   |
| 69  | 1990 | F1 Circus(F1サーカス)                                                                                      | cotxes             | Nihon Bussan / Nichibutsu     | HuCard Backup          | 1 |
| 70  | 1990 | After Burner II                                                                                            | simulador          | NEC/Sega                      | Super HuCard           |   |
| 71  | 1990 | Die Hard(ダイハード)                                                                                       | acció              | Pack In Video                 | HuCard                 |   |
| 72  | 1990 | W Ring — The Double Rings(W-RING ダブルリング)                                                             | marcianets         | Naxat                         | HuCard                 |   |
| 73  | 1990 | Batman | laberint           | Sunsoft                       | HuCard                 |   |
| 74  | 1990 | Cyber Knight (サイバーナイト)                                                                              | rol                | Tonkin House                  | HuCard                 |   |
| 75  | 1990 | Aero Blasters                                                                                              | marcianets         | Hudson/IS/Kaneko              | HuCard                 |   |
| 76  | 1990 | Dekoboko densetsu — hashiru wagawanma(デコボコ伝説走るワガマンマー)                                        | carreres           | Renovation / Telenet          | CD-ROM                 |   |
| 77  | 1990 | Kattobi! Takuhai-kun(カットビ！宅配くん)                                                                   | simulació          | Tonkin House                  | HuCard                 |   |
| 78  | 1990 | Avenger | marcianets         | Telenet/Laser Soft            | CD-ROM                 |   |
| 34  | 1990 | Bomber Man(ボンバーマン)                                                                                   | trencacaps         | Hudson Soft                   | HuCard                 |   |
| 79  | 1990 | Burning Angels(バーニングエンジェル)                                                                       | marcianets         | Naxat                         | HuCard                 |   |
| 80  | 1990 | Fushigi no Yume no Alice                                                                                   | plataformes        | Face                          | HuCard                 |   |
| 81  | 1990 | Champion Wrestler(チャンピオン・レスラー)                                                                  | lluita lliure      | Taito                         | HuCard                 |   |
| 82  | 1990 | Daisenpu (大旋風)                                                                                          | marcianets         | NEC Avenue / Toaplan          | HuCard                 |   |
| 82  | 1991 | Daisenpu Custom (大旋風 カスタム)                                                                          | marcianets         | NEC Avenue / Toaplan          | CD-ROM                 |   |
| 34  | 1991 | Bomber Man                                                                                                 | trencacaps         | Hudson Soft                   | HuCard                 |   |
| 84  | 1990 | Cross Wiber — Cyber Combat Police(クロスワイバー CYBER-COMBAT-POLICE)                                      | acció              | Face                          | HuCard                 |   |
| 38  | 1990 | Dragon's Curse                                                                                             | acció              | Hudson Soft                   | HuCard                 |   |
| 38  | 1991 | Adventure Island(アドベンチャーアイランド)                                                                 | acció              | Hudson Soft                   | HuCard                 |   |
| 85  | 1991 | Champions Forever                                                                                          | boxeig             | NEC / Distinctive             | HuCard                 |   |
| 86  | 1991 | The Addams Family                                                                                          | acció              | NEC / ICOM                    | CD-ROM                 |   |
| 87  | 1991 | André Panza Kickboxing                                                                                     | mà a mà            | NEC/Micro World               | HuCard                 |   |
| 87  | 1992 | The Kickboxing                                                                                             | mà a mà            | NEC/Micro World               | Super CD-ROM           |   |
| 89  | 1991 | Aldynes | marcianets         | Hudson Soft                   | Super HuCard           |   |
| 90  | 1991 | Hyper Shooting Dead Moon(月世界の悪夢)                                                                     | marcianets         | TSS / Natsume                 | HuCard                 |   |
| 90  | 1992 | Dead Moon                                                                                                  | marcianets         | TSS / Natsume                 | HuCard                 |   |
| 92  | 1991 | Cyber City Oedo 808 — kemono no sokusei (サイバーシティ オーエド 808獣の属性)                              | aventura           | NCS                           | CD-ROM                 |   |
| 93  | 1991 | 1943 Kai                                                                                                   | marcianets         | Capcom/Naxat                  | HuCard                 |   |
| 94  | 1991 | Columns(コラムス)                                                                                          | trencacaps         | Lasersoft / Telenet / Sega    | HuCard                 |   |
| 95  | 1991 | Down Load 2(ダウンロード2)                                                                                 | marcianets         | NEC Avenue                    | CD-ROM                 |   |
| 96  | 1991 | Cosmic Fantasy 2: bōken shōnen van(コズミック・ファンタジー2冒険少年バン)                                  | rol                | Laser Soft / Telenet          | CD-ROM                 |   |
| 96  | 1992 | Cosmic Fantasy 2                                                                                           | rol                | Laser Soft / Telenet          | CD-ROM                 |   |
| 98  | 1991 | Circus Lido(サーカスライド険)                                                                              | trencacaps         | Uni Post Company              | HuCard                 |   |
| 99  | 1991 | Toshi Tenso Keikaku Eternal City(都市転送計画エターナルシティ)                                             | acció              | Naxat                         | HuCard                 | 1 |
| 100 | 1991 | Exile — Toki no hazama(エグザイル 時の狭間に)                                                              | aventura           | Renovation / Telenet          | CD-ROM                 | 1 |
| 100 | 1992 | Exile | aventura           | Working Designs               | CD-ROM                 | 1 |
| 102 | 1991 | Burai: hasagyaku no yushi densetsu(ブライ「八玉の勇士伝説)                                                 | rol                | Riverhill Soft. Inc.          | CD-ROM                 |   |
| 103 | 1991 | Space Adventure Cobra II - Densetsu no otoko(SPACE ADVENTURE コブラII―伝説の男―)                           | av. convers.       | Hudson Soft                   | CD-ROM²                |   |
| 104 | 1991 | Mateki Densetsu Astralius                                                                                  | aventura           | IGS                           | CD-ROM                 |   |
| 105 | 1991 | F1 Circus '91: World Championship(F1サーカス'91 ワールド・チャンピオンシップ)                              | cotxes             | Nihon Bussan / Nichibutsu     | HuCard Backup          | 1 |
| 106 | 1991 | Pomping World(ポンピングワールド)                                                                          | acció              | Hudson / Capcom               | CD-ROM                 |   |
| 106 | 1993 | Buster Bros.                                                                                               | acció              | Hudson / Capcom               | CD-ROM                 |   |
| 108 | 1991 | 1941: Counter Attack                                                                                       | marcianets         | Capcom/Hudson                 | Super HuCard           |   |
| 109 | 1991 | Dragon Egg!(どらごんEGG！)                                                                                 | acció              | NCS / Masaya                  | HuCard                 |   |
| 110 | 1991 | Dragon Slayer: Eiyū densetsu(ドラゴンスレイヤー英雄伝説)                                                   | rol                | Hudson / Falcom               | Super CD-ROM           |   |
| 110 | 1992 | Dragon Slayer: The Legend of Heroes                                                                        | rol                | Hudson / Falcom               | Super CD-ROM           |   |
| 112 | 1991 | Coryoon: Child of Dragon(コリューン)                                                                       | marcianets         | Naxat                         | HuCard                 |   |
| 113 | 1991 | Bubblegum Crash!(バブルガムクラッシュ！)                                                                   | av. convers.       | Naxat                         | HuCard                 |   |
| 46  | 1991 | Doraemon — Nobita's Dorabian Night(ドラえもん のび太のドラビアンナイト)                                    | acció              | Hudson Soft                   | HuCard                 |   |
| 114 | 1991 | Ballistix                                                                                                  | trencacaps         | Psygnosis / Coconut           | HuCard                 |   |
| 115 | 1991 | Hihō densetsu - Chris no bōken(秘宝伝説クリスの冒険)                                                       | acció              | Pack In Video                 | CD-ROM                 |   |
| 116 | 1991 | Efera and Jiliora: The Emblem from Darkness (エフェラアンドジリオラジ・エンブレムフロムダークネス)         | aventura           | Brain Grey                    | CD-ROM                 | 2 |
| 117 | 1991 | Davis Cup Tennis                                                                                           | tenis              | Micro World                   | HuCard                 |   |
| 118 | 1991 | Dragon Saber(ドラゴンセイバー)                                                                             | marcianets         | Namco                         | HuCard                 |   |
| 119 | 1992 | Dungeons & Dragons: Order of the Griffon                                                                   | rol                | Turbo Technologies Inc.       | HuCard                 |   |
| 119 | 1992 | The Davis Cup Tennis(ザ・デビスカップテニス)                                                               | tenis              | Micro World                   | Super CD-ROM           |   |
| 121 | 1992 | Bōken Danshaken Don (冒険男爵ドン The Lost Sunheart)                                                       | marcianets         | Imax                          | HuCard                 |   |
| 122 | 1992 | Chibi Maruko-chan quiz de pihyara (ちびまる子ちゃん クイズでピーヒャラ)                                    | aventura           | Namco                         | HuCard                 |   |
| 123 | 1992 | Cyber Dodge (サイバードッジ)                                                                               | deport             | Tonkin House                  | HuCard                 |   |
| 124 | 1992 | Browning (ブロウニング)                                                                                    | acció              | Riot / Telenet                | Super CD-ROM           |   |
| 125 | 1992 | Detana!! Twin Bee(出たな！ツインビー)                                                                      | marcianets         | Konami                        | HuCard                 |   |
| 126 | 1992 | Mirai Shōnen Conan(未来少年コナン)                                                                         | acció              | Riot / Telenet                | Super CD-ROM           |   |
| 131 | 1992 | Star Parodier (スターパロジャー, Star Paroja)                                                              | marcianets         | Hudson / Inter State / Kaneko | Super CD-ROM           | 1 |
| 132 | 1992 | Daisenryaku II Campaign Version (CAMPAIGN VERSION 大戦略II)                                                | estratègia         | Micro Cabin                   | Super CD-ROM           |   |
| 46  | 1992 | Doraemon — Nobita's Dorabian Night(ドラえもん のび太のドラビアンナイト)                                    | acció              | Hudson Soft                   | CD-ROM                 |   |
| 133 | 1992 | Adventure Quiz: Capcom World - The Adventures of Hatena                                                    | trivial            | Hudson/Capcom                 | Super CD-ROM           |   |
| 134 | 1992 | Toppu o nerae! Gunbuster Vol. 1                                                                            | av. convers.       | Riverhill Soft                | Super CD-ROM           |   |
| 135 | 1992 | Color Wars(カラーウォーズ)                                                                                 | trencacaps         | Coconuts Japan                | CD-ROM                 |   |
| 136 | 1992 | Baby Jo The Superhero                                                                                      | plataformes        | Micro World / Loriciel        | Super CD-ROM           |   |
| 137 | 1992 | AV Poker - World Gambler                                                                                   | jocs d'atzar       | Games Express                 | HuCard                 |   |
| 138 | 1992 | Darkwing Duck                                                                                              | acció              | Turbo Technologies INC.       | HuCard                 |   |
| 139 | 1992 | Alzadick Summer Carnival '92                                                                               | marcianets         | Naxat                         | CD-ROM                 |   |
| 140 | 1992 | Bonanza Bros.(ボナンザブラザーズ)                                                                          | acció              | NEC Avenue / Sega             | Super CD-ROM           |   |
| 141 | 1992 | Dragon Knight II(ドラゴンナイトII)                                                                         | av. convers.       | NEC Avenue                    | Super CD-ROM           |   |
| 142 | 1992 | Dungeon Master: Theron's Quest(ダンジジョンマスターセエロンズ・クエスト)                                   | rol                | Victor / Heaven / FTL         | Super CD-ROM           |   |
| 142 | 1993 | Dungeon Master: Theron's Quest                                                                             | rol                | Victor / Heaven / FTL         | Super CD-ROM           |   |
| 144 | 1992 | Exile II — Janen no jisho(エグザイルⅡ邪念の事象)                                                           | aventura           | Riot / Telenet                | Super CD-ROM           | 1 |
| 144 | 1992 | Exile: Wicked Phenomenon                                                                                   | aventura           | Working Designs               | Super CD-ROM           | 1 |
| 146 | 1992 | Chō jikū yōsai Macross eien no Love Song(超時空要塞マクロス―永遠のラヴソング―)                             | estratègia         | NCS / Masaya                  | Super CD-ROM           |   |
| 147 | 1992 | Nekketsu kōshinkyoku — soreyuke daiundōkai(ダウンタウン熱血行進曲それゆけ大運動会)                         | acció              | Technos / Naxat               | Super CD-ROM           |   |
| 148 | 1992 | Battle Shangai                                                                                             | joc de taula       | ASK Kodansha / Activision     | CD-ROM                 |   |
| 149 | 1992 | Burai II: yamikotei no gyakushu(ブライII 闇皇帝の逆襲)                                                     | rol                | Riverhill Soft. Inc.          | Super CD-ROM           |   |
| 150 | 1991 | Dragon Slayer: Eiyū densetsu II(ドラゴンスレイヤー英雄伝説II)                                              | rol                | Hudson / Falcom               | Super CD-ROM           |   |
| 151 | 1992 | Cho Aniki                                                                                                  | marcianets         | Masaya/NCS                    | Super CD-ROM           |   |
| 152 | 1993 | Mamono Hunter Yōko: tōbi yobikoe(魔物ハンター妖子～遠き呼び声～)                                           | còmic digital      | NCS / Masaya                  | Super CD-ROM           |   |
| 57  | 1993 | Battle Lode Runner                                                                                         | trencacaps         | Hudson / Brøderbund           | HuCard                 |   |
| 153 | 1993 | Cosmic Fantasy - Laser Soft Visual Collection(コズミックファンタジー ビジュアル集)                         | còmic digital      | Laser Soft / Telenet          | CD-ROM                 |   |
| 154 | 1993 | Cotton — Fantastic Night Dreams(コットン)                                                                  | marcianets         | Hudson Soft / Success         | Super CD-ROM           |   |
| 154 | 1993 | Cotton — Fantastic Night Dreams                                                                            | marcianets         | Hudson Soft / Success         | Super CD-ROM           |   |
| 156 | 1993 | Body Conquest II: Kyūseishu                                                                                | rol                | Games Express                 | HuCard                 |   |
| 157 | 1993 | Crest of Wolf(クレスト・オブ・ウルフ狼的紋章)                                                              | beat 'em up        | Hudson / Westone              | Super CD-ROM           |   |
| 157 | 1993 | Riot Zone                                                                                                  | beat 'em up        | Hudson / Westone              | Super CD-ROM           |   |
| 159 | 1993 | Gensō Tairiku Auleria                                                                                      | aventura           | Taito/Winky Soft              | CD-ROM                 |   |
| 160 | 1993 | Horror Story(ホラーストーリー)                                                                             | acció              | NEC Avenue / Toaplan          | Super CD-Rom           |   |
| 161 | 1993 | Double Dragon II — The Revenge(双載龍 DOUBLE DRAGON II The Revenge)                                        | beat 'em up        | Naxat                         | Super CD-ROM           | 2 |
| 162 | 1993 | CD Battle — Hikari no yūshatachi(CDバトル光の勇者たち)                                                     | rol                | King Records                  | Super CD-ROM           |   |
| 163 | 1993 | Toppu o nerae! Gunbuster Vol. 2                                                                            | av. convers.       | Riverhill Soft                | Super CD-ROM           |   |
| 164 | 1993 | Dungeon Explorer II(ダンジョンエクスプローラII)                                                            | aventura           | Hudson / Atlus                | Super CD-ROM           |   |
| 164 | 1993 | Dungeon Explorer II                                                                                        | aventura           | Hudson / Atlus                | Super CD-ROM           |   |
| 166 | 1993 | Eiyū Sangokushi(英雄 三国志)                                                                               | estratègia         | Irem                          | Super CD-ROM           | 1 |
| 167 | 1993 | Laplace no ma(ラプラスの魔)                                                                                | aventura           | Human                         | Super CD-ROM           |   |
| 168 | 1993 | Cal II(キャルII)                                                                                           | av. convers.       | Nec Avenue/ Birdy             | Super CD-ROM           |   |
| 169 | 1993 | Builderland (ビルダーランド)                                                                               | trencacaps         | Micro World                   | Super CD-ROM           |   |
| 58  | 1993 | PC Genjin 3 (PC原人3)                                                                                      | plataformes        | Hudson Soft / Red             | HuCard                 |   |
| 58  | 1993 | Bonk's Big Adventure                                                                                       | plataformes        | Hudson Soft / Red             | Super CD-ROM           |   |
| 170 | 1993 | Camp California                                                                                            | acció              | Icom                          | Super CD-ROM           |   |
| 171 | 1993 | A III | estratègia         | Artdink                       | Super CD-ROM           |   |
| 172 | 1993 | Street Fighter II’                                                                                         | mà a mà            | NEC/Capcom                    | HuCard                 |   |
| 173 | 1993 | Championship Rally                                                                                         | cotxes             | Intec                         | Super CD-ROM           |   |
| 174 | 1993 | 1552 Tenka Tairan                                                                                          | estratègia         | ASK Kodansha                  | Super CD-ROM           |   |
| 175 | 1993 | Black Hole Assault                                                                                         | estratègia         | Micronet                      | Super CD-ROM           |   |
| 176 | 1993 | CD Denjin — Rockabilly Paradise(CD電人ロカビリー天国)                                                      | marcianets         | Hudson Soft / Red             | Super CD-ROM           |   |
| 176 | 1993 | Super Air Zonk                                                                                             | marcianets         | Hudson Soft / Red             | Super CD-ROM           |   |
| 178 | 1993 | CD Mahjong Bishōjo Chūshinha(CD麻雀 美少女中心派)                                                          | joc de taula eroge | Games Express                 | Super CD-ROM           |   |
| 179 | 1993 | Aoki Ōkami to Shiroki Mejika                                                                               | estratègia         | Koei                          | Super CD-ROM           |   |
| 180 | 1993 | Akumajō Dracula X - Chi no Rondo                                                                           | acció              | Konami                        | Super CD-ROM           |   |
| 181 | 1993 | Aurora Quest: Otaku no Seiza in Another World                                                              | rol                | Pack In Video                 | Super CD-ROM           |   |
| 61  | 1993 | Bomber Man '94 (ボンバーマン'94)                                                                           | trencacaps         | Hudson Soft                   | HuCard                 |   |
| 182 | 1993 | Downtown: nekketsu monogatori(ダウンタウン熱血物語)                                                        | beat 'em up        | Technos / Naxat               | Super CD-ROM           |   |
| 183 | 1993 | Beyond Shadowgate                                                                                          | aventura           | ICOM                          | Super CD-ROM           |   |
| 184 | 1994 | Tengai makyō: deden no den(電々の伝 カブキ)                                                                | trencacaps         | Hudson Soft / Red             | Super CD-Rom           |   |
| 185 | 1994 | Bakuretsu Hunter                                                                                           | manga digital      | Media Works                   | Super CD-ROM           |   |
| 186 | 1994 | Bakusho Yoshimoto no shinkigeki                                                                            | acció              | Hudson Soft                   | Super CD-ROM           |   |
| 187 | 1994 | Algunos | mà a mà            | Intec/Fill In Cafe            | Super CD-ROM           |   |
| 188 | 1994 | Emerald Dragon(エメラルドドラゴン)                                                                         | rol                | NEC/Media/Glodia/Right Stuff  | Super CD-ROM           | 1 |
| 189 | 1994 | Auto Crusher Palladium                                                                                     | estratègia         | Pack In Video                 | Super CD-ROM           |   |
| 190 | 1994 | The Atlas - Renaissance Voyage                                                                             | exploració         | Artdink                       | Super CD-ROM           |   |
| 191 | 1994 | Cal III(CAL III 完結編)                                                                                    | av. convers.       | Nec Avenue/ Birdy             | Super CD-ROM           |   |
| 192 | 1994 | Ryūko no Ken                                                                                               | mà a mà            | Hudson/SNK                    | Arcade Card CD-ROM     |   |
| 193 | 1994 | Bakuden Unbalance Zone                                                                                     | música             | Sony Music Ent.               | Super CD-ROM           |   |
| 194 | 1994 | Dynastic Hero(超英雄伝説ダイナスティックヒーロー)                                                          | aventura           | Hudson / Westone              | Super CD-ROM           |   |
| 194 | 1994 | The Dynastic Hero                                                                                          | aventura           | Hudson / Westone              | Super CD-ROM           |   |
| 196 | 1994 | Brandish (ブランディッシュ)                                                                                | aventura           | NEC Home / Falcom             | Arcade Card CD-ROM     |   |
| 197 | 1994 | Tenchi wo kurau(天地を喰らう)                                                                              | acció              | NEC / Capcom                  | Super CD-ROM           |   |
| 198 | 1994 | 3x3 Eyes                                                                                                   | av. convers.       | NEC                           | Super CD-ROM           |   |
| 199 | 1994 | Cosmic Fantasy 4: ginga shōnen densetsu - totsunyū-hen (コズミックファンタジー4 ～銀河少年伝説～ -激闘篇-) | rol                | Laser Soft / Telenet          | Super CD-ROM           |   |
| 200 | 1994 | Chiki Chiki Boys                                                                                           | acció              | Capcom / NEC Avenue           | Super CD-ROM           |   |
| 201 | 1994 | Eikan wa kimi ni(栄冠は君に 高校野球全国大会)                                                              | beisbol            | Artdink                       | Super CD / Arcade Card | 1 |
| 202 | 1994 | Advanced V.G.                                                                                              | mà a mà            | TGL                           | Super CD-ROM           |   |
| 203 | 1994 | Dragon Knight III(ドラゴンナイトIII)                                                                       | av. convers.       | NEC Avenue                    | Super CD-ROM           |   |
| 204 | 1994 | CD Pachisuro Bishōjo Gambler(CDパチスロ美少女ギャンブラー)                                                 | jocs d'atzar       | Games Express                 | Super CD-ROM           |   |
| 205 | 1994 | Bishōjo Senshi Sailor Moon                                                                                 | novel·la visual    | Banpresto                     | Super CD-ROM           |   |
| 206 | 1994 | Alshark | rol                | Right Stuff/ Victor           | Super CD-ROM           |   |
| 207 | 1994 | Tanjō Debut(誕生 Debut)                                                                                    | simulació          | NEC Avenue / Headroom         | Super CD / Arcade Card |   |
| 208 | 1994 | Dragon Half(ドラゴンハーフ)                                                                                | joc de taula       | Micro Cabin                   | Super CD-ROM           |   |
| 209 | 1994 | Basted | aventura           | AIC / NEC Avenue              | Super CD-ROM           |   |
| 210 | 1994 | Blood Gear                                                                                                 | aventura           | Hudson Soft                   | Super CD-ROM           |   |
| 211 | 1994 | Dragon Ball Z: idainaru Gokū densetsu(ドラゴンボールZ偉大なる孫悟空伝説)                                   | mà a mà            | Bandai                        | Super CD-ROM           |   |
| 212 | 1994 | Dennō tenshi — Digital Angel(電脳天使 デジタルアンジュ)                                                    | av. convers.       | Tokuma Shoten                 | Super CD-Rom           |   |
| 213 | 1994 | Battlefield '94 in Super Battle Dream                                                                      | lluita lliure      | Fujicom / Varie               | Arcade Card CD-ROM     |   |
| 214 | 1994 | Bishōjo Senshi Sailor Moon Collection                                                                      | festa              | Banpresto                     | Super CD-ROM           |   |
| 215 | 1994 | CD Hanafuda Bishōjo(CD花札 美少女ファンクラブ)                                                             | cartes eroge       | Games Express                 | Super CD-ROM           |   |
| 216 | 1994 | Cosmic Fantasy 4: ginga shōnen densetsu - gekitō-hen (コズミックファンタジー4 ～銀河少年伝説～ -突入篇-)   | rol                | Laser Soft / Telenet          | Super CD-ROM           |   |
| 221 | 1995 | Ai - Cho Aniki(超兄貴)                                                                                     | marcianets         | Masaya/NCS                    | Super CD-ROM           |   |
| 222 | 1995 | Ginga fukei densetsu Sapphire(銀河婦警伝説サファイア)                                                      | marcianets ver.    | Hudson Soft                   | Arcade CD              | 1 |
|     | A.   | Títol | Tipus              | Empresa                       | Format                 |   |